# Prosotas papuana
Prosotas papuana är en fjärilsart som beskrevs av Tite 1963. Prosotas papuana ingår i släktet Prosotas och familjen juvelvingar. Inga underarter finns listade i Catalogue of Life.